# Kenherchepešef
Kenherchepešef byl písař ve starověkém Egyptě žijící v období poloviny 19. dynastie v době Nové říše. Zastával důležitý úřad „písaře hrobky“ v dnešní Dér el-Medíně, kde se nacházela vesnice dělníků pracujících na budování královských hrobek v nedalekém Údolí králů. Ve své době nebyl nijak výjimečný; jeho životní dráha je ovšem díky archeologickým nálezům na této specifické lokalitě zdokumentována lépe než u soudobých soukromých osob žijících na jiných místech Egypta. Vytvořil sbírku textů dnes známou jako Kenherchepešefova knihovna.
Kenherchepešův původ není znám; zcela jistě ovšem nepocházel z Dér el-Medíny. Poprvé je zmiňován ve 33. roce vlády Ramesse II., kdy už byl žákem a snad i adoptivním synem bezdětného „písaře hrobky“ Ramoseho. O sedm let později po svém učiteli převzal úřad a vykonával jej až do konce vlády Sethiho II., tedy déle než 40 let. Podle Jaroslava Černého byl na rozdíl od svého předchůdce mezi ostatními obyvateli osady neoblíbený, velmi samolibý a nadmíru psavý – ve snaze zvěčnit své jméno zanechal velké množství graffit ve skalách v okolí vesnice. Psal charakteristickým a těžko čitelným hieratickým rukopisem, který umožňuje identifikovat jím psané nápisy a dokumenty. Ve vykonávání svého úřadu byl laxní a také zkorumpovaný: přehlížel zpronevěřování majetku a odvádění dělníků ze stavby hrobky k práci na soukromých objektech, jehož se dopouštěl předák Paneb.
V pramenech po dlouhou dobu není doložena jeho rodina, i když měl s někým děti. V asi 54 letech se znovu oženil s nejméně o 30 let mladší dívkou (možná dokonce dvanáctiletou) Naunachte. Jejich manželství zůstalo bezdětné a Naunachte se po Kenherchepešefově smrti znovu vdala.